# Genovski zaljev
Genovski zaljev (talijanski: Golfo di Genova) je najsjeverniji dio Ligurskog mora. Ovaj zaljev širok je oko 125 km, a prostire se od grada Imperije na zapadu do La Spezije na istoku. Najveći grad u zaljevu je Genova koja je važan lučki grad. 